# Museum Vlaardingen

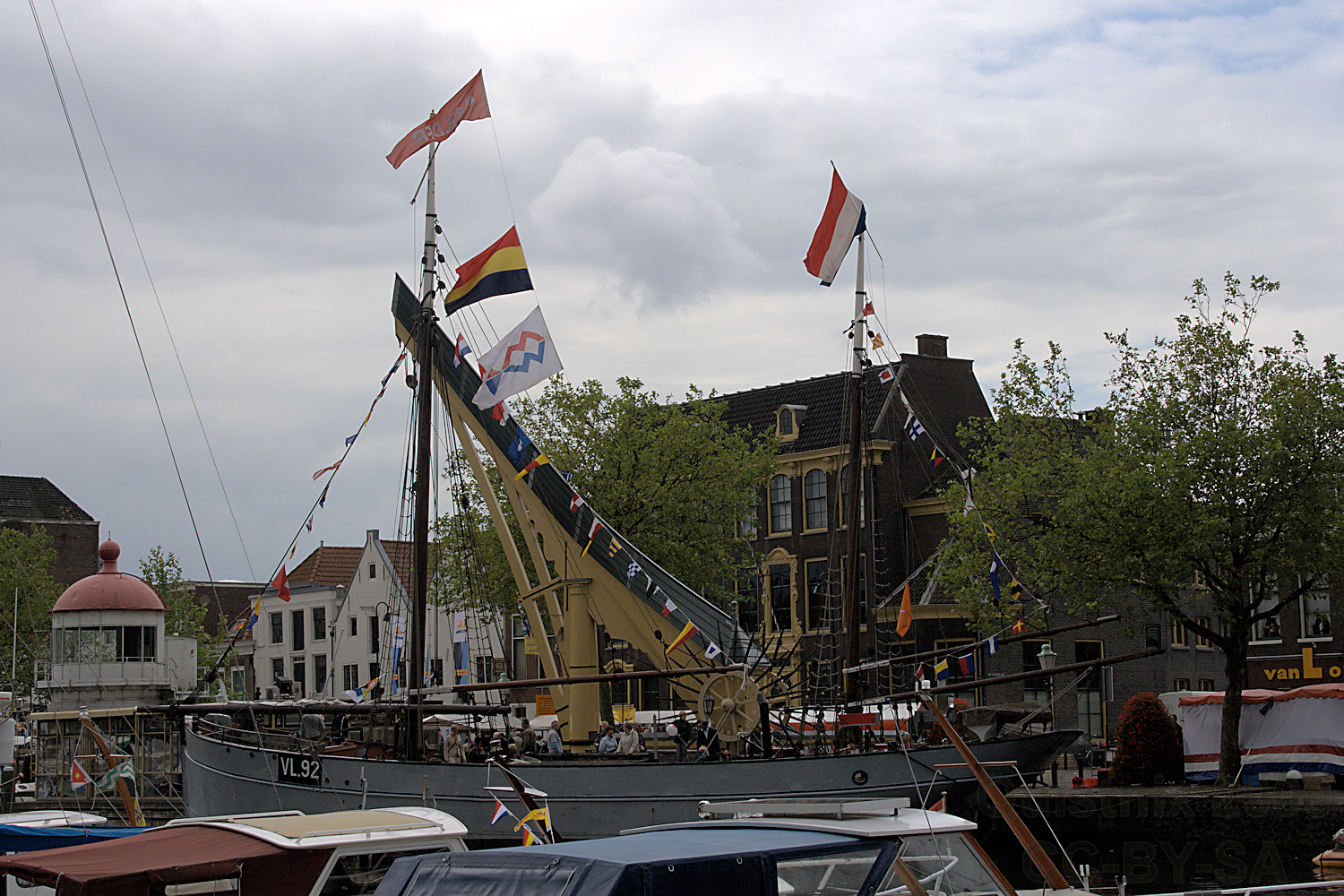
Het museum met ervoor de stadskraan en een haringlogger

Museum Vlaardingen (voorheen Visserijmuseum en daarna enige tijd Visserij en Vlaardings Museum) is een museum in de Zuid-Hollandse stad Vlaardingen dat zich richt op de historische, actuele en toekomstige ontwikkelingen van de stad Vlaardingen. Het museum is gehuisvest in een monumentaal pand aan de Museumkade, met uitzicht op museumschip de Balder (schip, 1912) en de historische Stadskraan.

## Geschiedenis
In 1911 verkreeg de gemeente Vlaardingen uit de nalatenschap van Mr. Simon van Gijn een collectie prenten en andere voorwerpen, die in 1920 zijn ondergebracht in de Vlaardingsche Oudheidkamer en Visscherijmuseum. Na opheffing van de Oudheidkamer in 1956 ontstond de behoefte aan een museum, en in 1960 werd de Stichting Nationaal Visserijmuseum opgericht. Aanvankelijk was het museum gevestigd in Het Reedershuys aan de Westhavenkade in Vlaardingen.
Het museum verhuisde in 1971 naar het Huis met den Lindeboom, een voormalig redershuis dat eveneens gelegen is aan de Westhavenkade. Dit ruime en van een opvallend versierde gevel voorziene achttiende-eeuwse pand is een rijksmonument.
In 2003 vond een fusie plaats tussen de Stichting Visserijmuseum, Archeologie en Bouwhistorie Vlaardingen (Museum Hoogstad) en de Stichting Exploitatie Museumkade. Het museum kreeg de naam Visserij & Vlaardings Museum. Op 31 augustus 2010 werd het museum gesloten om ingrijpend verbouwd te worden. Na de verbouwing is het heropend onder een nieuwe naam: Museum Vlaardingen.

## Collectie

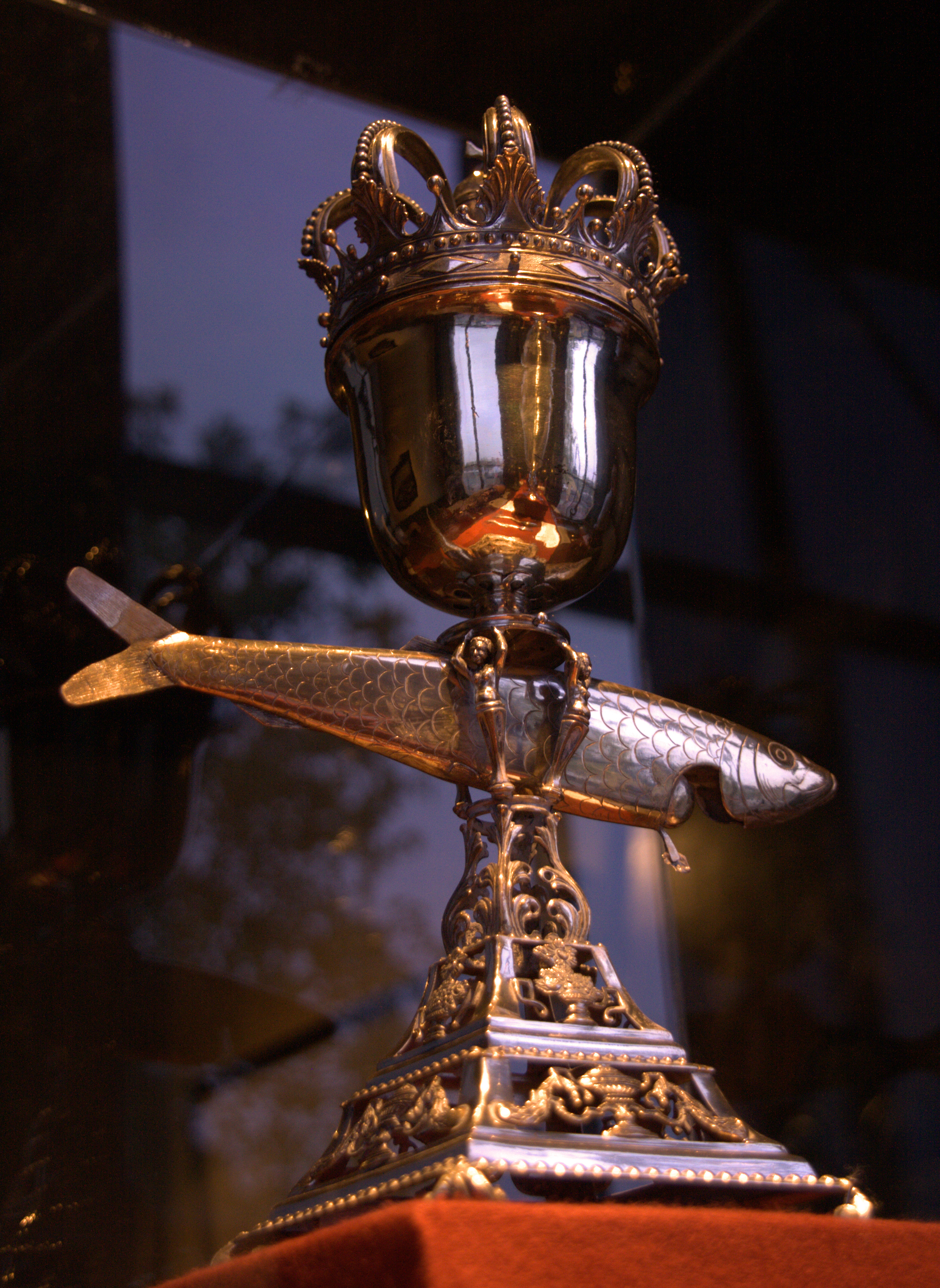
Zilveren haringbeker

Naast een uitgebreide collectie van materiaal dat is gerelateerd aan de Noordzeevisserij beschikt het museum ook over bodemvondsten en andere voorwerpen die te maken hebben met de geschiedenis van de stad. De vaste collectie omvat onder andere scheepsmodellen, een haringsjees en de 10m lange boomstamkano uit ongeveer 800 v.Chr, en daarmee de oudst bekende van Nederland.
De replica van de stadskraan en de haringlogger VL92 Balder maken deel uit van het museum. 

## Het Huis met den Lindenboom
Het pand waarin het museum is gevestigd is het voormalige woonhuis van Abraham van der Linden, reder, koopman en burgemeester van Vlaardingen. Het is van 1740 tot 1742 gebouwd in zijn opdracht en is voorzien van een plafondschildering door Gerard Sanders (1702-1767). Deze kunstschilder heeft ook de portretten van Abraham van der Linden en zijn tweede vrouw, Agneta van Reeuwijk, geschilderd. Deze portretten hangen in een van de kamers van het pand. De voorgevel van het pand is rijk versierd met ornamenten.
Bij de verbouwing in 2010 is het naastgelegen pand bij het Huis met den Lindenboom getrokken, om zo meer ruimte te geven aan het museum.

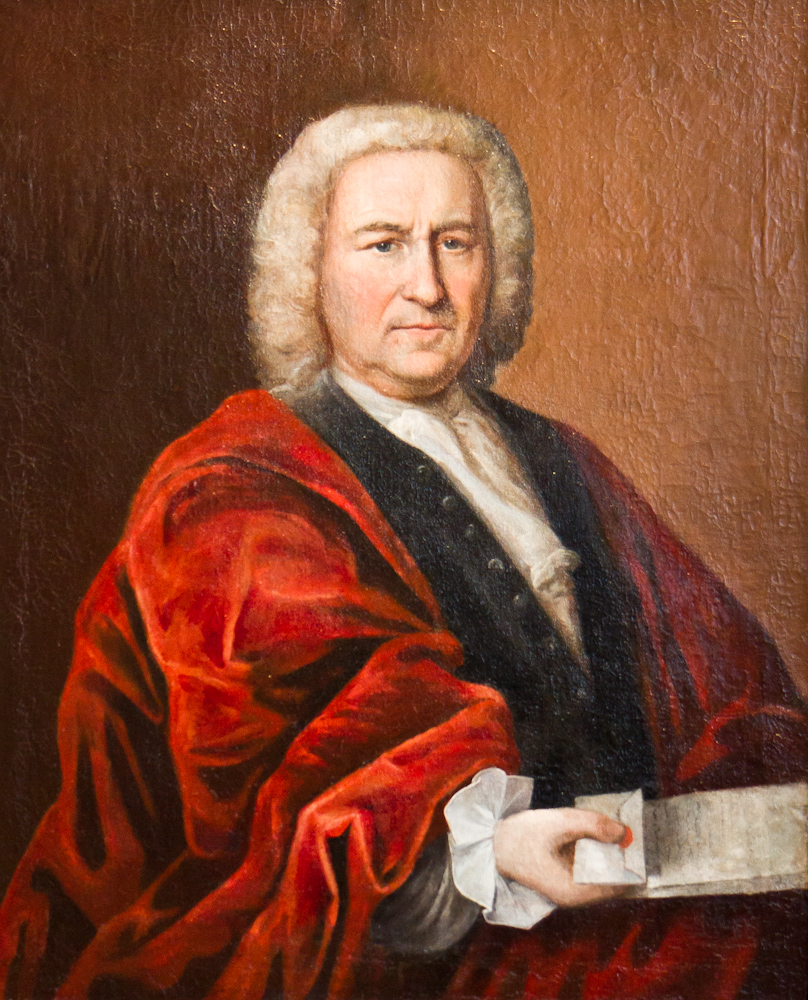
Gerard Sanders, Portret van Abraham van der Linden (ca. 1750)
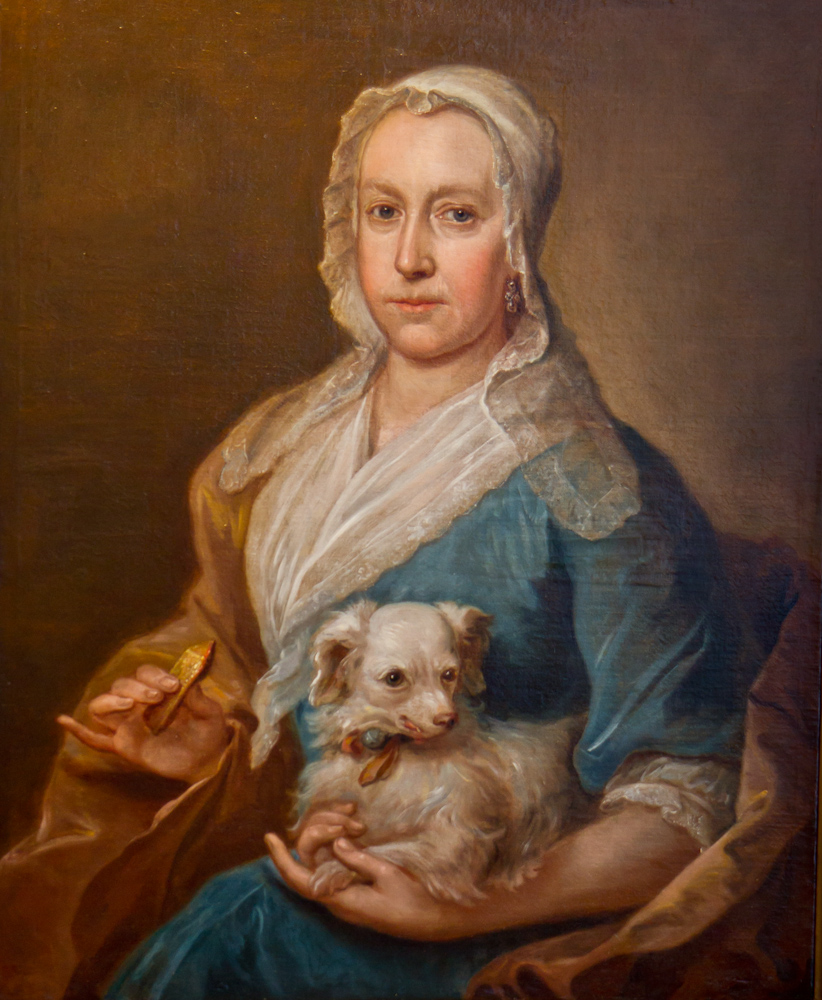
Gerard Sanders, Portret van Agneta van Reeuwijk, tweede vrouw van Abraham van der Linden (ca. 1750)